# Johann Zoffany

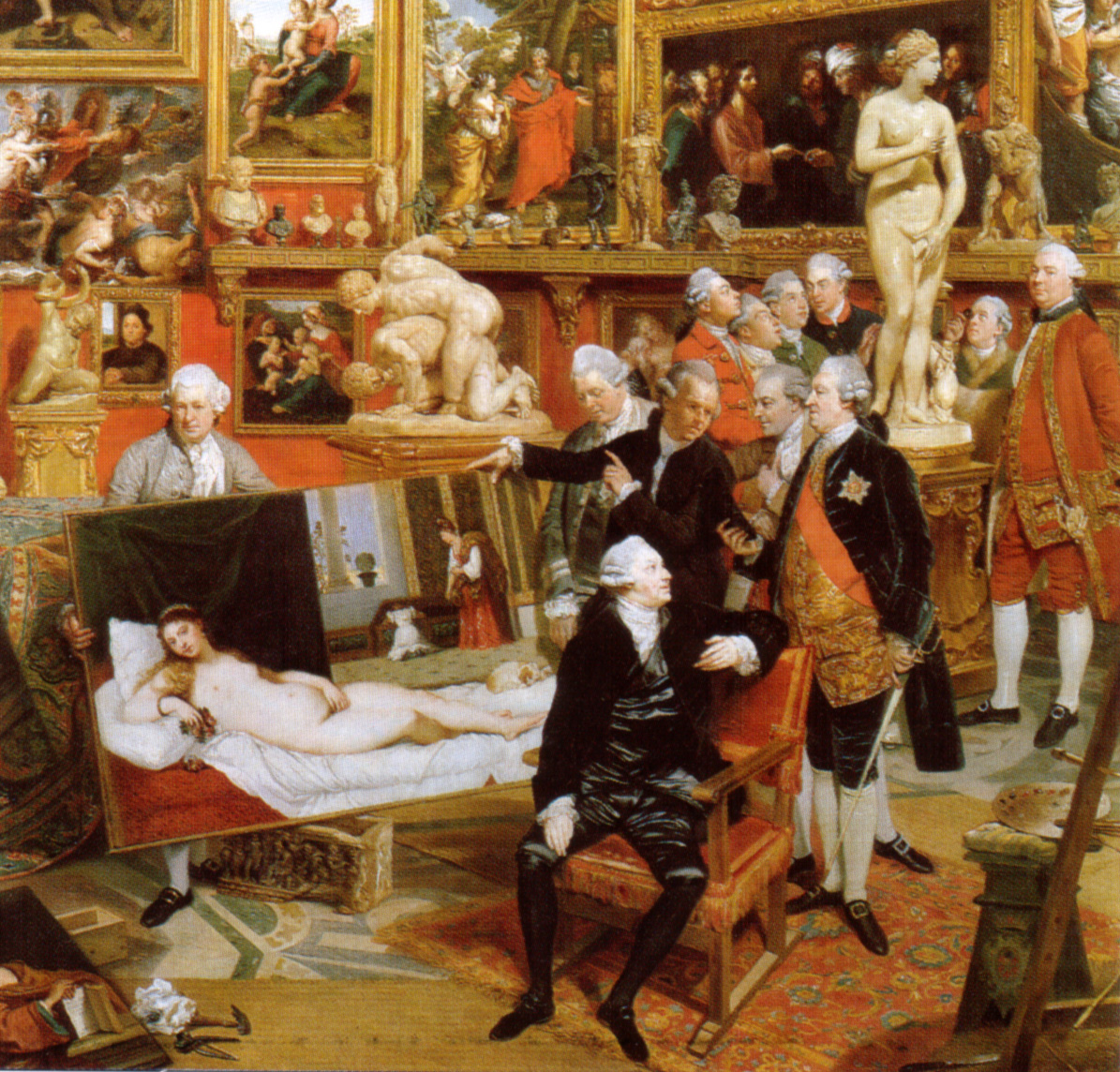
Johann Zoffany – The Tribuna of the Uffizi.

Johann Joseph Zoffany także Zoffani lub Zauffelij (ur. w 1733 we Frankfurcie nad Menem, zm. w 1810 we Chiswick, Londyn) – malarz pochodzenia niemieckiego, od 1758 zamieszkały w Anglii. Tworzył portrety i sceny rodzajowe.
Kształcił się w Ratyzbonie u Martina Speera, po długim pobycie we Włoszech przeniósł się do Londynu. Początkowo zajmował się malowaniem draperii na portretach innych artystów, jego pierwsze samodzielne obrazy powstały na zamówienie aktora teatralnego Davida Garricka (np. The Farmer's Return, 1762). Mecenasem Zoffany był król Wielkiej Brytanii Jerzy III Hanowerski, dla którego namalował kilka portretów rodziny królewskiej. Król zapłacił też za jego podróż do Włoch (1772-1779), gdzie powstało znane dzieło artysty The Tribuna of the Uffizi (1772-1780). W latach 1783–1789 Zoffany przebywał w Indiach, aby zająć się malowaniem portretów angielskim rodzinom.

## Obrazy
- Trybuna Galerii Uffizich –  1772-1778, olej na płótnie, 123.5 cm × 155.0 cm, Royal Collection, Windsor Castle
- David Garrick i jego żona przed grobowcem Shakespeara w Hampton –  ok. 1762,
- Królowa Charlotte z mężem i jej dwoma synami – 1765
- Śmierć kapitana Jamesa Cooka, 14 lutego 1779 – około 1798